# Цибуленки
Цибуленки — село в Україні, у Роменському районі Сумської області. Населення становить 52 особи. Загальна площа села — 60,8 га. Входить до складу Недригайлівської селищної громади. До 2020 року орган місцевого самоврядування — Засульська сільська рада.
Національний склад: українців — 96,16, росіян — 3,84.

## Символіка
На гербі зображені три цибулини (є промовистим) на синьому тлі, та ріг достатку на жовтому. 

## Загальні відомості
Цибуленки — невелике мальовниче село, що розкинулось на правому березі тихоплинної річки Сула, що протікає з південного сходу на захід. Поблизу села просторі луки переплітаються  лісами. Родючі ґрунти, достатня кількість опадів протягом року, відсутність природних катаклізмів, таких як буревії, повені чи зсуви ґрунту, м'який клімат з помірним коливанням середньорічних температур, яким Цибуленки завдячують лісовим масивам, що захищають її від холодних північних вітрів, дає можливість вирощувати не лише картоплю, овочі і фрукти — культури притаманні північним районам України, а і більш вибагливі теплолюбиві культури, такі як черешні, абрикоси, виноград і навіть, при належному догляді, персики.   
Площа лісових насаджень становить більше 1340 га, значна кількість з яких знаходиться в безпосередній близькості до села Цибуленки. Тому завдяки зручному транспортному сполученню у грибний період до Цибуленків спостерігається справжнє паломництво жителів інших населених пунктів — любителів збирання білих грибів, підберезників та опеньків. Славиться село своєю мальовничою природою, це і численні буйнотравні луки і просторі пасовища, неповторний ландшафт, в якому лісові масиви та розлогі луки змінюються глибокими балками і ярами. Завдяки мальовничим краєвидам з тінистими сосновими борами, дубовими масивами, родючими долинами, блакитноокою красунею Сулою, Цибуленки по праву вважається окрасою Недригайлівського району. Це місце, куди із задоволенням приїжджають відпочивати жителі сусідніх міст і сіл, і навіть країн, щоб насолоджуватися первозданною красою місцевої природи, затишком сільських вулиць і загальною атмосферою дружелюбності та гостинності.

## Географія
Цибуленки розташовані в центральній частині Недригайлівського району Сумської області й охоплює територію 60,8 га. Село знаходиться на правому березі річки Сула, що відноситься до басейну Дніпра і є його лівою притокою. Відстань від села Цибуленки до столиці України міста Київ — 270 км, до обласного центру міста Суми — 65 км, до районного центру смт. Недригайлів — 7 км. До найближчої залізничної станції Ромни — 37 км. Неподалік села  пролягає автодорога державного значення Київ-Суми-Юнаківка, якою здійснюється значний вантажопотік до зарубіжних країн  та автодорога  Білопілля-Недригайлів-Гадяч-Полтава, якою велика кількість імпортних та експортних товарів транспортується  до центральних та південних регіонів України і в зворотному напрямку. Вище за течією на відстані 1 км розташоване село Кореневе, нижче за течією на відстані 1 км розташоване село Засулля, на протилежному березі — села Вакулки, Луки та Віхове. Цибуленки входять до Засульської козацької територіальної громади — 54233. Найвища точка — 133 м над рівнем моря. На  території  села  розміщені  природні  яри: — ''Шильошкін яр", ''Григорів яр'', ''Яндола''. В межах території розташоване природоохоронне товариство ''Корені''. До села примикає лісовий масив (дуб).

### Природа
Клімат помірно континентальний. Зима прохолодна, літо не спекотне. Згідно Кеппена і Гейгера цей клімат класифікується як Dfb. Середня температура липня +19,6 °C, січня −6,8 °C, середньорічна 7.0 °C. Кількість опадів в Цибуленках достатньо велика, максимум опадів випадає влітку у вигляді дощів. Середньорічна їх кількість становить 603 мм. Найбільна кількість опадів в середньому випадає в липні 78 мм, найменша — в лютому 36 мм.

### Флора і фауна
Ліси характеризуються різноманітністю: серед них нараховується близько 50 порід дерев і кущів. Переважають такі породи — дуб, сосна, липа, береза, ясен. Підлісок представлений жовтою акацією, кущами терену, бузини, шипшини. Ці види зустрічаються на узліссі та прогалинах.
Фауна представлена головним чином степовими і деякими лісовими тваринами. Із хижаків зустрічаються: лисиця, куниця кам'яна, єнот, ласка та ін. Серед гризунів найбільше поширені: заєць сірий, бабак степовий, сліпак, соня лісова, полівка лучна, мишак уральський. До рідкісних видів серед ссавців належить їжак білочеревий, багато видів кажанів. Із пернатих хижаків водяться кібчики, яструби, орли-могильники. Тут мешкає чимало птахів: жайворонки, перепілки, солов'ї, дятли, стрижі, ластівки і багато інших. В річці Сула багато різноманітної риби: окунь, лящ, бистрянка, верховодка, плоскирка, в'язь, пічкур-білопер, плітка, в'юн, щука, сом, лин, минь, йорж, судак; серед великих водних ссавців — бобер та видра.

## Походження назви
Цибуленки (грецькою σιβύλλα  ‘сивілла, ворожка’). Назву села Цибуленки відносять до пелагіанських і пов'язують з іменами кількох діячів ранньої християнської культури того ж часу, що й Пелагій та Юліян, а також окремими типовими середньовічними реаліями. За іншими даними назву відносять до групи іранського фракталу з поки що не з'ясованим значенням.

## Історія
В центрі села Цибуленки, на похилому мису першої надзаплавної тераси правого берега річки Сула були виявлені поселення ранньої залізної доби (скіфська та черняхівська культури). За 400 метрів на південний схід від Цибуленків, на мису першої надзаплавної тераси правого берега річки Сула, на краю лісу — поселення бронзової доби (мар'янівська культура). Ще у скіфські часи на родючих землях в заплавах річки Сула охоче селилися люди, тут проходило будівництво Посульської оборонної лінії. З цього можна зробити висновок, що село з'явилось на базі ранніх поселень і має багатовікову історію. Цибуленки входили до складу Київської Русі і часто зазнавали нападів з боку кочівників. На початку 20-х років XIII ст. зі сходу насунули монголо-татарські орди. В 50-60-х роках XIV ст. Цибуленки входили до складу Великого князівства Литовського, Річі Посполитої. В роки Визвольної війни і до смерті гетьмана Хмельницького існувала українська держава. Пізніше Цибуленки ввійшли до складу Гетьманської України.

Точних даних про те, коли було засноване село, історія не зберегла, але відомо, що воно утворилося раніше за такі міста, як Суми, Охтирка, Харків, Лебедин. Перша згадка про село Цибуленки як поселення датується 30-ми роками XVII ст. Входячи до складу північно-східної окраїни Польської держави, Цибуленки часто зазнавали нападів з боку кримських татар.
В книзі «Історія Недригайлова» І. Скрипченка, що фактично є першою працею, в якій зібрано, упорядковано та проаналізовано події, які пронеслися над посульським краєм з найдавніших часів до кінця XX століття, міститься інформація, згідно якої можна встановити період заснування села: ''Разом з Недригайловом, наприкінці 30-х рр. XVII ст., виникають села Комишанка і Цибуленки''. 
23 червня 1647 року було підписано акт розмежування земель між Московською державою і Річчю Посполитою. Вказуючи, які міста Польща віддає Росії, в акті 1647 року говорилось «Городище Недригайловское на р. Суле. Старое Городище на Путивльской стороне, и новый острог и земляной вал за р. Сулою, и посад слобода по обе стороны р. Сулы, да в уезде на той же реке Сула на той же стороне, на которой острог стоит, выше Недригайлова в 2-х верстах, деревню Карлышевку да деревню Цибулину выше Недригайлова у 5 верстах на р. Суле на Путивльской стороне и с землями и лесами и водами и с мельницами и со всякими угодиями отдаётся царю».

### Цибуленки в ХХ столітті
У середині 1920 рр. село Цибуленки входили до складу Недригайлівської сільської ради з населенням у 253 особи. У списку Роменського округу на 15 червня 1924 р. серед колективних господарств значилась артіль ім. Т. Г. Шевченка, зареєстрована 6 лютого 1923 р. до складу якої входили Цибуленки.
Цибуленки постраждали внаслідок геноциду українського народу, проведеного урядом СРСР в 1932—1933 роках. Кількість встановлених жертв за Національною книгою Пам'яті жертв Голодомору 1932—1933 рр. 10 осіб.
У лютому 1939 року Цибуленки, як і весь район, увійшли до складу новоствореної Сумської області.
В роки Другої світової війни Цибуленки майже з самого початку були окуповані німцями.

### Незалежна Україна
12 червня 2020 року, відповідно до розпорядження Кабінету Міністрів України № 723-р «Про визначення адміністративних центрів та затвердження територій територіальних громад Сумської області», село увійшло до складу Недригайлівської селищної громади.
19 липня 2020 року, в результаті адміністративно-територіальної реформи та ліквідації Недригайлівського району, село увійшло до складу новоутвореного  Роменського району.

## Населення

### Чисельність населення
| 1920 | 2001 | 2017 |
| ---- | ---- | ---- |
| 253  | 108  | 52   |

### Мова
Розподіл населення за рідною мовою за даними перепису 2001 року:
| Мова       | Кількість | Відсоток |
| ---------- | --------- | -------- |
| українська | 102       | 98.08%   |
| російська  | 2         | 1.92%    |
| Усього     | 104       | 100%     |

## Пам'ятки старовини
Особливе місце серед віковічних пам'яток природи нашого краю належить свідкам давніх екологічних катаклізмів. Серед них основне місце займає об'єкт зареєстрований біля села Цибуленки Засульської сільської ради, який належить до геоморфологічної групи подібних творінь. Гранітний валун великих розмірів занесений сюди в часи льодовикової епохи, коли потужні льодяні брили в дилювіальний період просувалися з півночі на південь Європи. Він є найбільшим геологічним об'єктом серед подібних знахідок на Сумщині. Вперше був описаний 1915 р. в «Бюлетені Харківського товариства аматорів природи».